# Punzón

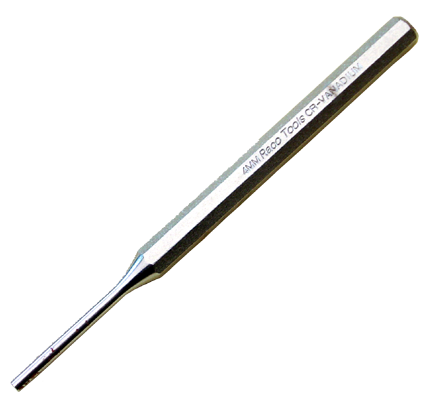
Punzón.

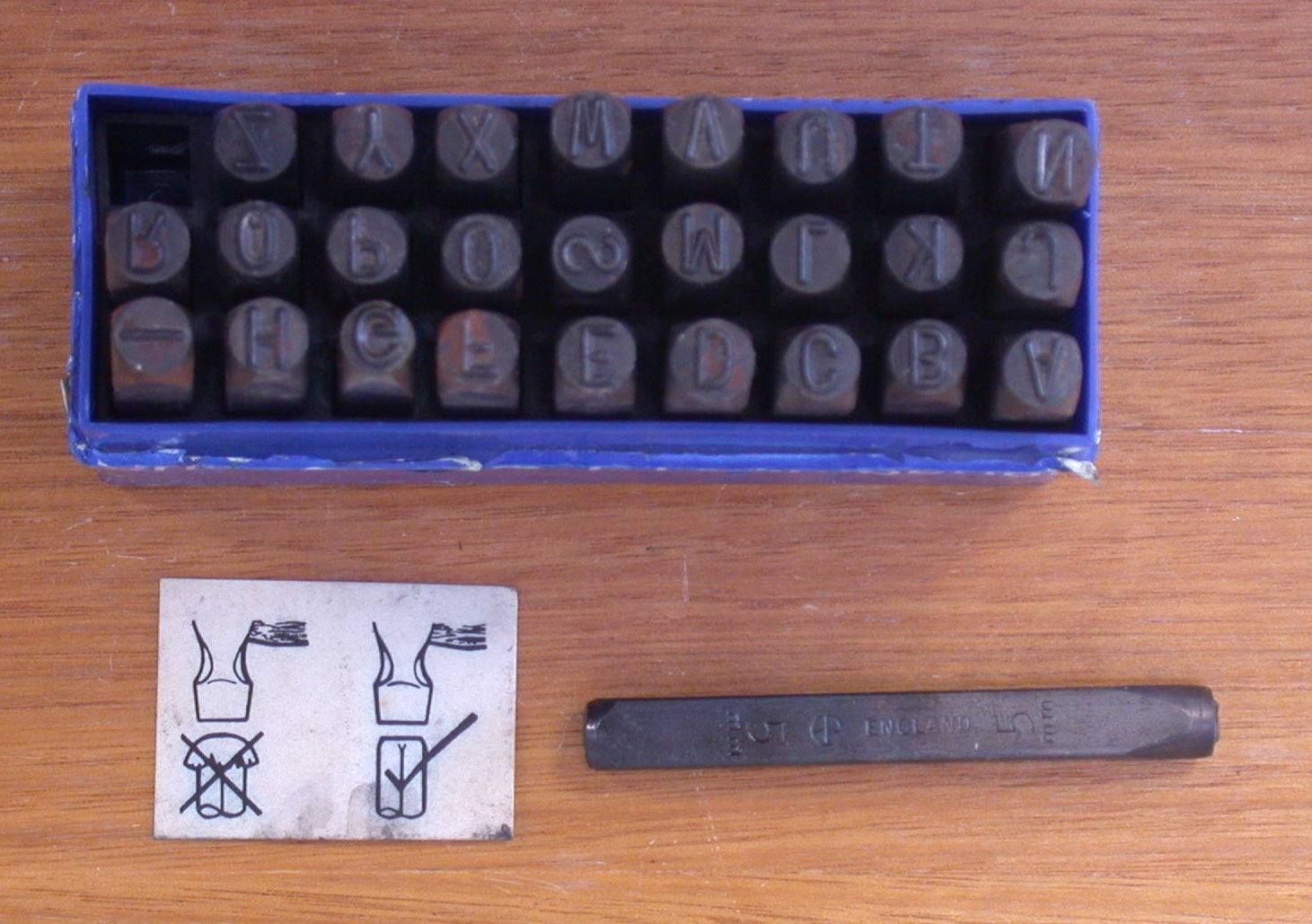
Estampas de letras.

Un punzón es una herramienta de acero de alta dureza, de forma cilíndrica o prismática, con un extremo o boca con una punta aguda o una que al presionar o percutir sobre una superficie queda impresa en troquel. Puede poseer varios tipos de punta en función de su uso.
Se utiliza como matriz para grabado en hueco o estampación a martillo de una letra, signo o viñeta sobre monedas, medallas, botones u otras piezas semejantes tanto en la producción de artesanías de metal como la joyería (en particular la platería), la armería tradicional tanto de armas blancas como de fuego.
Los punzones en punta sirven para hacer agujeros en materiales blandos como hojalata o cuero y en particular adornos y dorados en encuadernación. También hay punzones de cabeza cilíndrica que se utilizan para extraer pasadores de piezas acopladas a ejes o de ángulo.